# Диртутьтрикальций
Диртутьтрика́льций — бинарное неорганическое соединение, интерметаллид
кальция и ртути
с формулой Ca3Hg2,
кристаллы.

## Получение
- Сплавление стехиометрических количеств чистых веществ в инертной атмосфере:

{\displaystyle {\mathsf {3Ca+2Hg\ {\xrightarrow {660^{o}C}}\ Ca_{3}Hg_{2}}}}

## Физические свойства
Диртутьтрикальций образует кристаллы тетрагональной сингонии, пространственная группа P 4/mbm, параметры ячейки a = 0,8476 нм, c = 0,4197 нм, Z = 2,
структура типа дисилицида триурана U3Si2
.
Соединение образуется по перитектической реакции при температуре 660 °C.